# Hit Mania Estate 2006
Hit Mania Estate 2006 è una compilation di artisti vari facente parte della serie Hit Mania, pubblicata il 7 Luglio 2006.
La compilation è mixata dal dj Mauro Miclini.

## Tracce
1. Bob Sinclar – World Hold On (Children Of The Sky) (feat. Steve Edwards)
2. Sumo – Nini (feat. Clarisse Muvemba) (Claude Monnet rmx)
3. Michael Gray – Borderline (feat. Shelly Poole)
4. The House Keepers – Feel Da Feeling
5. 84 King Street – Are You Lovin’ Somebody
6. Meck – Thunder In My Heart Again (Maan Extended Version)
7. Erick Morillo – Jazz In Your Face
8. Eddie Thoneick & Kurd Maverick – Love Sensation 2006
9. Sara Jorge – Beautiful World
10. Stylophonic – Pure Immagination
11. Ojos De Brujo – Sultans De Merkaillo
12. Allegro – Someone Else (feat. LV, Fresh Game & Cokni O’Dire)
13. Fish – Mi Porti Su (feat. Esa & Kelly Joice)
14. Fiamma Fumana – Prendi L’Onda (feat. Jovanotti & MC Navigator)
15. Crazy Frog – We Are The Champions
16. DB Boulevard – Chance Of A Miracle
17. The Drill – One More Night
18. Neffa – Il mondo nuovo
19. Jim Noir – Eanie Meany
20. Julieta Venegas – Me voy
21. Zero Assoluto – Sei parte di me
22. Checco Zalone – Una Squadra Fortissimi